# Vincenzo Italiano
Pour les articles homonymes, voir Italiano (homonymie).
Vincenzo Italiano, né le 10 décembre 1977 à Karlsruhe, est un ancien footballeur italien devenu entraîneur.
Il est actuellement l'entraîneur du Bologne FC.

## Biographie

### Carrière de joueur
Italiano a joué pour plusieurs clubs italiens, entre la Serie A et B, en premier lieu l'Hellas Vérone, dont il a été le capitaine, mais aussi leur rivaux du Chievo Verona, ainsi que le Trapani, le Genoa, le Padova (dont il porte aussi le brassard), le Perugia et le Lumezzane,,,,,. Au cours de sa carrière, il remporte deux championnats de Serie B : en 1998-1999 avec Vérone et en 2007-2008 avec le Chievo.

### Carrière d'entraîneur
Ayant entrainé différents clubs des divisions inférieures italiennes, il est recruté par le Spezia pour la saison 2019-2020, entrainant ainsi sa deuxième saison en Serie B. Il obtient alors la promotion du club de La Spezia en Serie A pour la première fois de son histoire, se défaisant de Frosinone lors des barrages d'accession,,. La saison suivante en Serie A, il parvient à assurer le maintien du petit club ligure dans l'élite pour sa première saison dans l'élite italienne. Ces résultats lui valent l'intérêt de la Fiorentina, qui le fait signer un contrat de deux ans comme entraîneur du club.
En 2024, Vincenzo Italiano devient le nouvel entraîneur de Bologne avec un contrat jusqu’au 30 juin 2026.

## Palmarès
Durant sa carrière de joueur, Vicenzo Italiano remporte avec le Hellas Vérone le titre de champion de Serie B en 1998-1999. Il est à nouveau champion de cette division en 2007-2008, cette fois avec le Chievo Vérone.
En tant qu'entraîneur, il est finaliste de la Coupe d'Italie en 2023 et de la Ligue Europa Conférence en 2023 et en 2024 avec la Fiorentina.